# إيورق
إيورق هي قرية في مقاطعة ميانة، إيران. عدد سكان هذه القرية هو 506 في سنة 2006.